# Soundism
Soundism är musikproducenter och ljudtekniker med inspelningsstudio i Västerås.
Soundism har bidragit till att flera svenska hiphop-artister har kommit vidare med sin musik internationellt. Ursprunget från 1980-talet är musikskapande baserad på förinspelad musik på vinylskiva, helt enligt motsvarigheterna i USA. En av dessa produktioner användes i Rap-SM 1986. Andra musikproducenter i Sverige fokuserade under denna tid mer på pop eller rockmusik. Hiphopmusik har historiskt ursprung från reggaemusik, något som delvis förklarar Soundisms projekt i båda av dessa musikstilar.
2001 fick Papa Dee sin reggaesång Hottie Hottie Girls, med vinnaren av amerikanska Grammy, Lady Saw, remixad av Peter Rundgren, mindbeet och Soundism. Promoes sång med graffititema These Walls Don't Lie, inspelad och mixad av Soundism, kom upp på flera topplistor i Europa 2004. Promoe är medlem i Looptroop Rockers. En annan medlem är Embee, vars Tellings from Solitaria fick en Grammis 2004 som årets bästa HipHop/Soul. Albumet mixades av Soundism och innehöll bland annat Send Someone Away med José González. 
Junior Kelly's Rasta Should be Deeper, mixedes av Soundism, var en av de 10 bästa sångerna av alla populärmusikstilar 2005, enligt en omröstning av 20 radioproducenter på Sveriges Radio. YT fick priset UK Reggae Artist of the Year 2006, Soundism bidrog till soundet på hans sång Real Life. Även om hiphop och reggae är de vanligaste musikstilarna för Soundisms musikproduktioner, så har de även producerat Bombay Vikings Zara Nazron Se Kehdo, som tog sig upp till top 3 på indiska MTV:s topplista under 2006. Sången är ett soundtrack från Indiska filmen Munijimi. Soundism har också gjort inspelningar och musikproduktion till låten Shart, som är ett soundtrack till Indiska filmen Milan Talkies med 2019 som release år.
Looptroop Rockers väljs 2017 in i Swedish Music Hall of Fame och flertalet av de album och låtar som omnämns i anslutning till juryns motivering och bandets presentation har spelats in eller mixats av Soundisms Vladi Vargas. Looptroop Rockers är också Sveriges största hiphop-export genom tiderna. 

## Diskografi
Skivor där Soundism har noterats för produktion, mixning, eller mastering. (Åren anger utgivningsår, inte produktionsår).
- Bombay Vikings Zara Nazron Se Kehdo (2006)
- Embee Telings from Solitaria (2004)
- Embee Send Someone Away, featuring José González (2005)
- Jah Mason Mi Chalwa (2005)
- Junior Kelly Rasta Should be Deeper (2005)
- Papa Dee featuring Lady Saw Hottie Hottie (2001)
- Looptroop Fort Europa (2005)
- Looptroop Long Arm of the Law
- Looptroop Struggle Continues (2002)
- Looptroop Rockers Good Things (2008)
- Promoe Long Distance Runner (2004)
- Promoe These Walls Don't Lie (2004)
- Promoe White Man's Burden (2006)
- Sonu Nigam Shart (2019)
- YT Real Life (2006)